# Cosetta Campana
Cosetta Campana (Bassano del Grappa, 12 giugno 1961) è un'ex velocista italiana, sesta con la staffetta 4×400 metri ai Giochi olimpici di Mosca 1980.

## Biografia
Una volta oro nella 4x400 e due volte medaglia di bronzo ai Giochi del Mediterraneo (Casablanca 1983 e Latakia 1987) nei 400 m (entrambe le volte si classificò 2ª l'altra azzurra Erica Rossi). Sempre durante il dominio nazionale di Erica Rossi (26 titoli nazionali negli anni ottanta per lei), Cosetta Campana riuscì a conquistare tre titoli italiani, nel 1986 e 1992 all'aperto e nel 1987 indoor, sempre sui 400 metri piani.

## Palmarès
- Oro ai Giochi del Mediterraneo di Latakia 1987 (4x400 m)
- Bronzo ai Giochi del Mediterraneo di Latakia 1987 (400 m)
- Bronzo ai Giochi del Mediterraneo di Casablanca 1983 (400 m)

## Campionati nazionali
- Oro ai Campionati italiani assoluti di atletica leggera, 100 metri ostacoli (1986, 1992)
- Oro ai Campionati italiani assoluti di atletica leggera indoor, 400 metri (1987)